# Red Española de Atención Primaria
La Red Española de Atención Primaria (REAP) es una sociedad científica sin ánimo de lucro, legalmente reconocida, que agrupa de forma voluntaria a todos aquellos profesionales que trabajan en el campo de la Atención Primaria, con el fin primordial de promover y desarrollar la investigación y la formación.

## Historia
Se constituyó en Madrid, el 12 de diciembre de 1987, según figura en su acta fundacional. Iniciando desde entonces sus actividades científicas y la colaboración con otras sociedades e instituciones sanitarias nacionales e internacionales.
Actualmente agrupa a médicos, farmacéuticos, personal de enfermería y otros profesionales relacionados con la Atención Primaria (veterinarios, psicólogos, etc). Cada grupo profesional desarrolla trabajos de investigación específicos de su campo, y estudios en común.
Para capacitar en la investigación a los asociados y a todos aquellos que trabajan en la asistencia primaria de salud se han impartido múltiples y variados cursos de formación durante seis años con el formato didáctico de las escuelas de verano, itinerante por distintas ciudades cada año. Actualmente, ante el variado e inmenso número de cursos de formación, se ha optado por el formato de las Jornadas Científicas (se han celebrado 14) para desarrollar y profundizar en temas concretos de interés interprofesional, con gran aceptación.
Además, para fomentar la investigación en atención primaria, se han establecido unas becas convocadas anualmente por la REAP desde hace 10 años.

## Estructura
La REAP agrupa a sus asociados en tres ramas: Médica, Farmacéutica y de Enfermería; trabajando en las ciudades o en el medio rural, a lo largo y ancho de la geografía española.
Está integrada en la Red Internacional de Atención Primaria (International Primary and Care Network -IPCN-). Participa en el proyecto EUROSENTINEL que agrupa a las Redes de Médicos Generales de la Unión Europea, dentro del E.C. Medical Research Programme -COMAC- Health Services Research. Desde 1998 está federada en SESPAS, y es patrono fundador de la Fundación Phamaceutical Care España.
El fichero de socios está inscrito en el Registro General de Protección de Datos.

### Junta Directiva de la REAP
- Presidente: Rosa Magallón Botaya (médico de familia, Zaragoza)
- Vicepresidente y tesorero: Francisco Abal Ferrer (médico de familia, Asturias)
- Secretario: Eduardo Satue de Velasco (farmacéutico, Zaragoza)
- Vocal de Enfermería: Manuel Gayol Fernández (enfermero, Asturias)
- Vocal de Farmacia: Mª Teresa Eyaralar Riera (farmacéutica, Asturias)

### Comités de la REAP

#### Científico
- Juan del Arco Ortiz de Zárate (farmacéutico, Vizcaya)
- José Espejo Guerrero (farmacéutico, Almería)
- Juan Gérvas Camacho (médico, Madrid)
- Luis Palomo Cobos (médico, Cáceres)
- Miguel Ángel Ripoll Lozano (médico, Ávila)

#### Ético
- Mercedes Pérez Fernández (médico, Madrid)
- Teresa Alfonso Galán (farmacéutica, Madrid)
- Vicente Ortún Rubio (economista, Barcelona)
- Víctor Abraira (bioestadístico, Madrid)

#### Editorial
- Borja García de Vicuña Landa (farmacéutico, Deusto-Bilbao)
- José Antonio Barbero González (farmacéutico, Madrid)
- Manuel Machuca González (farmacéutico, Sevilla)

## Becas REAP
La Red Española de Atención Primaria convoca unas becas de investigación anualmente. En la última edición el premio es de 5.000 euros, y el plazo de presentación de los proyectos finalizó el 28 de febrero de 2018.

## Jornadas científicas
Anualmente se realizan unas jornadas científicas con un tema monográfico de interés general para los profesionales de la Atención Primaria. 
1. Jornadas, Madrid 1996: Comunicación interprofesional
2. Jornadas, Bilbao 1997: Remuneración a los profesionales sanitarios
3. Jornadas, Barcelona 1998: Prevención en Atención Primaria
4. Jornadas, Oviedo 1999: Calidad de vida
5. Jornadas, Valencia 2000: Imcumplimiento terapéutico
6. Jornadas, Almagro (Ciudad Real) 2001: La sanidad en torno a al paciente
7. Jornadas, Cáceres 2002: Terapias no farmacológicas
8. Jornadas, Ávila 2003: Cáncer
9. Jornadas, La Coruña 2004: Antibióticos
10. Jornadas, Vitoria 2005: Nutrición
11. Jornadas, Zaragoza 2006: Farmacovigilancia
12. Jornadas, Sevilla 2007: Nuevas tecnologías aplicadas a la sanidad (resumen (enlace roto disponible en Internet Archive; véase el historial, la primera versión y la última).)
13. Jornadas, Pamplona 2008: El anciano
14. Jornadas, Bilbao 2009: Inmigración (resumen (enlace roto disponible en Internet Archive; véase el historial, la primera versión y la última).)
15. Jornadas, Gijón 2010: Polimedicación (resumen)
16. Jornadas, Madrid 2012: Enfermos complejos o sistema simple (resumen (enlace roto disponible en Internet Archive; véase el historial, la primera versión y la última). y ponencias Archivado el 18 de junio de 2013 en Wayback Machine.)
17. Jornadas, Granada 2013: Actividades inteligentes también en Atención Primaria.
18. Jornadas, Zaragoza 2014: Confianza, miedos y expectativas en la medicina actual.
19. Jornadas, Zaragoza 2015: Jornadas interdisciplinares de Salud Comunitaria.
20. Jornadas, Zaragoza 2016: Distintos profesionales, distintas razones.

## Estudios de investigación realizados

### Rama médica
- Estudio nacional de datos mínimos en Atención Primaria de Salud
- Estudio nacional de utilización de la consulta médica
- Estudio europeo de demanda derivada
- Estudio europeo de solicitud de pruebas de laboratorio por el médico general (EUROSENTINEL)
- Estudio europeo de solicitud de pruebas VIH por el médico general (EUROSENTINEL)
- Prevención del cáncer en medicina general en Europa (COMAC-HSR) · Proyecto DELTA - Comunidad Europea para el Desarrollo
- Estudio nacional de morbilidad atendida en Atención Primaria

### Rama farmacéutica
- Definición de Farmacia de Cabecera
- Parámetros de control de calidad en la práctica diaria
- Trabajo sobre seguimiento y control de vacunación antitetánica
- Trabajo sobre pacientes terminales
- Detención de errores de prescripción desde las Oficinas de Farmacia
- Farmacovigilancia intensiva desde la Oficina de Farmacia
- Seguimiento durante un año de problemas terapéuticos en los pacientes diabéticos con tratamiento farmacológico; análisis de sus causas
- Demanda de información en la Oficina de Farmacia
- Error de prescripción a través de la dispensación en Oficina de Farmacia
- Evaluación del uso de hipnóticos dispensados en Oficinas de Farmacia
- Estudio sobre la sustitución de fármacos en la Comunidad de Madrid
- Estudio TOMCOR (sobre atención farmacéutica en pacientes con enfermedad coronaria)
- Estudio VINTAF (atención farmacéutica en vacunación internacional)
- Estudio de deshabituación tabáquica desde la farmacia comunitaria
- Estudio de demanda de medicamentos de prescripción sin receta médica

### Rama de enfermería
- Planificación del personal de enfermería de A.P. en relación con las necesidades de la población
- Trabajo sobre consulta de enfermería.

## Premios
La REAP ha sido galardonada por la Sociedad Española de Medicina General (SEMG), con la segunda edición del premio de Comunicación Científica y Sanitaria, en reconocimiento a sus aportaciones en el campo de la investigación y docencia en Atención Primaria.

## Publicaciones de la REAP

### Artículos científicos
1. Gérvas JJ. Análisis de los factores que inducen la prescripción. Farmacia Clínica 1989; 6(8):588-94.
2. Pérez Fernández MM, García Sagredo P, Gérvas JJ. Conjunto mínimo básico de datos en Atención Primaria. Un estudio Delphi. Aten Primaria 1990; 7(2):112-8.
3. Gérvas J, Rodán R. La Red Española de Atención Primaria. Rev Internacional Medicina Familiar 1990; 2(2):138-40.
4. Llavona Hevia AM, Eyaralar Riera MT, Álvarez de Toledo Saavedra F. La calidad de la asistencia farmacéutica en la oficina de farmacia (I). El Farmacéutico 1990; (83):60-4.
5. Llavona Hevia AM, Eyaralar Riera MT, Álvarez de Toledo Saavedra F. La calidad de la asistencia farmacéutica en la oficina de farmacia (II). El Farmacéutico 1990; (86):71-6.
6. Llavona Hevia AM, Eyaralar Riera MT, Álvarez de Toledo Saavedra F. La calidad de la asistencia farmacéutica en la oficina de farmacia (y III). El Farmacéutico 1991; (87):62-70.
7. García Olmos L. Estudios de morbilidad atendida en atención primaria: pacientes versus visitas. Gac Sanit 1991; 5(22):34-8.
8. Rodríguez Silva MJ, Alvarellos ML. Demanda de información en la oficina de farmacia. Rev OFIL 1991; 1(5):293-7.
9. Agirre Lekue MC, Ortiz de Zárate JA, García de Vicuña Landa B, Gorostiza Hormaetxe I, Ruiz Golvano J. Evaluación de la información al paciente en las farmacias. Aten Primaria 1993; 11(1):33-7.
10. Álvarez de Toledo F, Zardain E, Eyaralar T, Dago AM, Arcos P. Detección del error de prescripción en la dispensación farmacéutica: incidencia y tipología. Aten Primaria 1993; 11(2):70-4.
11. García Olmos L, Gérvas Camacho J, Otero A, Pérez Fernández M. La demanda derivada: un estudio de la relación entre médicos generales y especialistas. Rev San Hig Púb 1994; 68(2):267-78.
12. Leurquin P, Van Casteren V, De Maesenerr J, Eurosentinel Study Group. Use of blood tests in general practice: a collaborative study in eight European countries. Br J General Practice 1995; 45:21-5.
13. Ripoll MA, Alda C, Pérez Fernández M, Gérvas JJ. Estudio de la demanda de pruebas de laboratorio en atención primaria. Aten Primaria 1995; 16(2):73-8.
14. García Olmos L, Abraira V, Gérvas J, Otero A, Pérez Fernández M. Variability in Gps´ referral rates in Spain. Family Practice 1995; 12(2):159-62.
15. Álvarez de Toledo F, Arcos González P, Cabiedes Miragaya L. La nueva atención farmacéutica: ¿puede la intervención farmacéutica mejorar la eficiencia terapéutica?. Rev Esp Salud Pública 1995; 69(3):277-82.
16. Rayón P, Serrano-Castro M, del Barrio H, Álvarez C, Montero D, Madurga M, Palop R, De Abajo FJ, Behalf of the Spanish Group for the Study of Hypnotic Drug Utilization. Hypnotic Drug use in Spain: a cross-sectional study based on a network of community pharmacies. Ann Pharmacother 1996; 30:1092-100.
17. Barbero González JA. Renovarse o morir. Farmacia Profesional 1996 enero;42-4.
18. Barbero González JA. Atención farmacéutica comunitaria: consulta farmacéutica. ACOFAR 1996; (341):36-9.
19. Del Barrio Sánchez H. Los hipnóticos y su dispensación en la farmacia. El Farmacéutico 1996; (173): 90-6.
20. Palomo Cobos L, García Olmos L, Gérvas J, García Calleja A, López Ruiz A, Sánchez Rodríguez F, Episodios de enfermedad atendidos en medicina general/de familia, según medio demográfico (I): morbilidad. Aten Primaria 1997; 19(9):469-76.
21. Palomo Cobos L, García Olmos L, Gérvas J, García Calleja A, López Ruiz A, Sánchez Rodríguez F, Episodios de enfermedad atendidos en medicina general/de familia, según medio demográfico (II): utilización. Aten Primaria 1997; 20(2):82-9.
22. Gorostiza Hormaetxe I. El proyecto TOMCOR. El Farmacéutico 1997, octubre; (supl):34-42.
23. Bernardeau Maestro E, Espejo Guerrero J. La revolución digital. El Farmacéutico 1998; (209):98-9.
24. Barbero González JA. Sobre educación sanitaria [carta]. Aten Primaria 1998; 21(5): 344-5.
25. Palomo Cobos L. Aspectos epidemiológicos de las enfermedades vasculares periféricas. Flebo actualidad en atención primaria 1998; (1):3-7.
26. Eyaralar Riera MT, Álvarez de Toledo Saavedra F, Dago Martínez AM, Pastor Sánchez R, Álvarez Sánchez G, Arcos González P. Actividades del proceso de Atención Farmacéutica: la visita farmacéutica. Pharm Care Esp 1999; 1:70-5.
27. Palomo L, Gérvas J, García-Olmos L. La frecuencia de las enfermedades atendidas y su relación con el mantenimiento de la destreza del médico de familia. Aten Primaria 1999; 23(6):363-70.
28. Palomo Cobos L. Un líder "mediático" en Atención Primaria. El Médico 1999; (710):18-22.
29. Barbero González JA, de Diego Berlinches A, del Barrio Sánchez H, Pastor-Sánchez R. Sustituciones de medicamentos en oficinas de farmacia de la Comunidad de Madrid. Aten Primaria 1999; 23(9):526-32.
30. Basterra Gabarró M. El cumplimiento terapéutico. Pharm Care Esp 1999; 1(2):97-106.
31. Barbero González JA, Alfonso Galán T. Detección y resolución de problemas relacionados con los medicamentos en la farmacia comunitaria: una aproximación. Pharm Care Esp 1999; 1(2):113-22.
32. Espejo Guerrero J, Martínez Baca C. Efectividad de la glimepirida: análisis de una serie de casos. Pharm Care Esp 1999; 1(2):123-6.
33. Eyaralar Riera MT, Álvarez de Toledo Saavedra F, Dago Martínez AM, Pastor Sánchez R, Álvarez Sánchez G, Arcos González P. Actividades del proceso de Atención Farmacéutica: la entrevista inicial con el paciente. Pharm Care Esp 1999; 1(2):145-51.
34. Alfonso Galán T. El rol del farmacéutico en automedicación. Uso de medicamentos: análisis desde la experiencia en España. Pharm Care Esp 1999; 1(2):157-64.
35. De Diego Berlinches A, Alvarellos Bermejo L, Del Barrio Sánchez H. Análisis de la compleción de la base de datos del Consejo General de Colegios Oficiales de Farmacéuticos sobre interacciones entre medicamentos. Pharm Care Esp 1999; 1(3):184-93.
36. Palomo L, Pastor Sánchez R. Sobre el buen médico [carta]. Jano 1999; LVII(1322):2047-9.
37. Del Arco J, García de Bikuña B, Gorostiza I. Análisis del consumo de antibióticos en Deusto (Bizkaia). Pharm Care Esp 1999; 1(5):343-53.
38. Cabiedes Miragaya L, Eyaralar Riera MT. Evaluación económica de la Atención Farmacéutica: una aproximación metodológica. Pharm Care Esp 1999; 1(5):369-81.
39. Red Española de Atención Primaria (REAP). Los antibióticos, con receta. Documento de Valencia. Pharm Care Esp 2000; 2(3):201-3.
40. Red Española de Atención Primaria. Documento de Valencia. Gac Sanit 2000; 14(4):318-9.
41. Red Española de Atención Primaria. Documento de Valencia. Medicina General 2000; II(29):993-4.
42. Barbero González A. El otro lado de la moneda de los medicamentos. SEMERGEN Hoy. 7 de septiembre de 2000;2-3.
43. Barbero González JA, Quintas Rodríguez AM, Camacho JE. Deshabituación tabáquica desde la farmacia comunitaria. Aten Primaria. 2000; 26(10):693-6.
44. Palomo Cobos L. Mitos y realidades de la investigación en atención primaria. Primer Nivel. 2001; 5(1):35-9.
45. Barbero González JA, Barroso Bayón LM. Sobre intercepción poscoital [carta]. Aten Primaria. 2001; 27(9):681-2.
46. Barbero González JA. Detección de PRM en la farmacia comunitaria: usuarios registrados versus usuarios no registrados. Pharm Care Esp. 2001; 3(3):204-15.
47. Palomo Cobos L. La píldora del día siguiente... muchos años después [editorial]. SEMERGEN. 2001; 27(7):335-6.
48. Álvarez de Toledo F, Arcos González P, Eyaralar Riera T, Abal Ferrer F, Dago Martínez A, Cabiedes Miragaya L, Sánchez Posada I, Álvarez Sánchez G. Atención farmacéutica en personas que han sufrido episodios coronarios agudos (Estudio TOMCOR). Rev Esp Salud Pública. 2001; 75(4):375-88.
49. Palomo Cobos L. Ensayos clínicos en atención primaria, o la investigación a ras de suelo. SEMERGEN. 2001; 27(9):466-8.
50. Del Barrio H. Historias de mi mostrador: dispensación de antirretrovirales a un "varón". SEMERGEN. 2001; 27(9):469-70.
51. Bernardeau Maestro E. Los antibióticos, con receta. Federació Farmacéutica. 2001; (8):12-4.
52. Gérvas J, Palomo L, Pastor-Sánchez R, Pérez-Fernández M, Rubio C. Problemas acuciantes en atención primaria. Aten Primaria. 2001; 28(7):472-7.
53. Barbero A, Álvarez de Toledo F. Respuesta a un "análisis" crítico sobre la atención farmacéutica [carta]. SEMERGEN. 2002; 28(1):51-4.
54. Uribe G, Martínez de la Hidalga G. Médicos y farmacéuticos: éxitos y fracasos de la colaboración profesional. SEMERGEN. 2002; 28(2):86-8.
55. Eyaralar MT. ¿Qué necesita un farmacéutico para practicar AF?. El Farmacéutico. 2002; (280):65-77.
56. Palomo L. La investigación y la evolución reciente de la atención primaria. Gac Sanit. 2002; 16(2):182-7.
57. Gérvas J, Palomo L, Pastor-Sánchez R, Pérez-Fernández M, Rubio C. Réplica de los autores. La identificación de problemas acuciantes [carta]. Aten Primaria. 2002; 29(7):456-7.
58. Palomo L. Estudios que miden la morbilidad [carta]. Aten Primaria. 2002; 29(9):584.
59. Pastor Sánchez R. Curar sin medicamentos. Gac Sanit 2002; 16(5):451.
60. Gérvas J, Palomo L. ¿Alta o excesiva resolución? [carta]. Med Clin (Barc) 2002; 119(8):315.
61. Barbero A, Gérvas J. Más allá del Consenso de Atención Farmacéutica. Pharm Care Esp. 2002; 4(6):387-92.
62. Cabiedes Miragaya L, Eyaralar Riera T, Arcos González P, Álvarez de Toledo F, Álvarez Sánchez G. Evaluación económica de la atención farmacéutica (AF) en oficinas de farmacia comunitarias (Proyecto TOMCOR). Rev Esp Econ Salud. 2002; 1(4):45-59.
63. Palomo L. El futuro de las intervenciones no farmacológicas en atención primaria. Escuela Médica. 2003; 6(16):14-6.
64. Gérvas J, Álvarez de Toledo F, Eyaralar MT. Limitaciones clave de la Atención Farmacéutica como respuesta a los problemas relacionados con los medicamentos. Pharm Care Esp. 2003; 5(1):55-8.
65. Palomo L. Los límites de la excelencia profesional. Salud 2000. 2003; XV(91):23-6.
66. Pastor Sánchez R. Grandezas y miserias de la Atención a Domicilio [editorial]. SEMERGEN. 2003; 29(8):397-8.
67. Pastor Sánchez R. Manifiesto en defensa de la confidencialidad y el secreto médico. Gac Sanit. 2003; 17(4):337-8.
68. REAP. Conclusiones de las VIII Jornadas de la REAP. Gac Sanit. 2003; 17(4):338-9.
69. Barbero González A, Álvarez de Toledo Saavedra F, Esteban Fernández J, Pastor Sánchez R, Gil de Miguel A, Rodríguez Barrios JM, García Cebrián F, Capdevilla Prim C. Seguimiento desde la farmacia comunitaria de la vacunación y la quimioprofilaxis de los viajeros internacionales. Estudio VINTAF. Aten Primaria. 2003; 32(5):276-81.
70. Dago Martínez AM, Eyaralar Riera MT, Álvarez de Toledo Saavedra F. De la dispensación activa al seguimiento farmacoterapéutico (I). Pharm Care Esp. 2003; 5(5):237-9.
71. Eyaralar Riera MT, Dago Martínez AM, Álvarez de Toledo Saavedra F, Del Arco Ortiz de Zárate J. De la dispensación activa al seguimiento farmacoterapéutico: la dispensación. Pharm Care Esp. 2003; 5(6):275-9.
72. Pastor Sánchez R. Problemas con los antibióticos. Aula de la farmacia. 2004; 1(2):52-60.
73. Palomo Cobos L. Virtud y virtuosismo de las nuevas tecnologías en Atención Primaria. SEMERGEN. 2004; 30(3):114-9.
74. Eyaralar Riera T, Dago Martínez AM, del Arco Ortiz de Zarate J. Dispensación activa. Aula de la farmacia. 2004; 1(4):10-20.
75. Barbero González JA, Alfonso Galán MT. Consulta de indicación farmacéutica. Aula de la farmacia. 2004; 1(5):10-22.
76. Palomo Cobos L. ¿Cuándo y cómo tomar las decisiones adeucadas sobre vacunación antitetánica? [carta]. SEMERGEN. 2004; 30(7):362.
77. Barbero González A. Aspectos controvertidos de la terapia antibiótica. Aula de la farmacia. 2004; 1(8):9-10.
78. García de Bikuña Landa B. Las especialidades farmacéuticas complejas: puede que para ti sea obvio, pero, ¿es obvio para el paciente? [editorial]. SEMERGEN. 2004; 30(10):485-6.
79. Baixauli Fernández VJ, Salar Ibánez L, Barbero González A. Demanda de información en la Farmacia Comunitaria. Pharm Care Esp. 2004; 6(3):136-44.
80. Eyaralar T. Justificación y objeto: cómo organizar un servicio eficiente. Correo Farmacéutico. 1 de noviembre de 2004; 30.
81. Gervás J. Antibióticos y recetas: los farmacéuticos entre la soberanía del consumidor y la salud pública. Correo Farmacéutico. 1 de noviembre de 2004; 31.
82. Palomo L. Innovaciones estructurales y organizativas en atención primaria. Salud 2000. 2004; (99):11-5.
83. Vich Pérez P, Pastor-Sánchez R. Actualización en asma bronquial para farmacéuticos comunitarios. Pharm Care Esp. 2004; 6(4):171-8.
84. Dago Martínez AM. El asma bronquial y la administración de medicamentos [editorial]. SEMERGEN. 2005; 31(1):1-2.
85. Comité Organizador y Científico de las IX Jornadas de la REAP. Conclusiones de las IX Jornadas de la Red Española de Atención Primaria. Gac Sanit. 2005; 19(1):84-5.
86. Baixauli Fernández VJ, Barbero González A, Salar Ibánez L. Las consultas de indicación farmacéutica en la farmacia comunitaria. Pharm Care Esp. 2005; 7(2):54-61.
87. Gervás J, Pérez-Fernández M, Gorostiza I, Álvarez de Toledo F, Eyaralar T, Dago A. Clasificación de la gravedad de los problemas relacionados con los medicamentos (PRM) en atención farmacéutica. Pharm Care Esp. 2005; 7(2):77-83.
88. Palomo Cobos L. Cuando en Atención Primaria la rabia se transforme en virtud [editorial]. SEMERGEN. 2005; 31(10):453-5.
89. Barbero-González A, Pastor-Sánchez R, del Arco Ortiz de Zárate J, Eyaralar Riera T, Espejo Guerrero J. Demanda de medicamentos de prescripción sin receta médica. Aten Primaria. 2006; 37(2):78-90.
90. García Cebrián F. La seguridad del paciente y la colaboración entre médicos y farmacéuticos. SEMERGEN. 2006; 32(2):55-7.
91. Pastor Sánchez R. Alteraciones del nicho ecológico: resistencias bacterianas a los antibióticos. Gac Sanit. 2006; 20(Supl 1):175-81.
92. Palomo L, Rubio C, Gervás J. La comorbilidad en atención primaria. Gac Sanit. 2006; 20(Supl 1):182-91.
93. Palomo L, Ortún V, Benavides FG, Márquez Calderón S. La salud pública frente a los efectos secundarios del progreso. Gac Sanit. 2006; 20(Supl 1):209-21.

### Libros
1. Fleming DM, Backer P (eds). The European study referrals from primary to secondary care: report to the Concerted Action Committee of Health Services Research for the European Community. Occasional papel 56. London: The Royal Collage of General Practioners; 1992. p.48-51.
2. García Olmos L (coordinador). Morbilidad atendida en las consultas de medicina general. Madrid: REAP; 1996.
3. Pastor Sánchez R, Barbero González A, del Barrio Sánchez H, García Olmos LM, editores. Comunicación interprofesional en atención primaria de salud. Madrid: REAP; 1996.
4. Fundación Dr. Antonio Esteve (ed). Investigación médico-farmacéutica en atención primaria. Una visión a través de la REAP. Barcelona: Doyma; 1999.
5. Dirección General de Farmacia y Productos Sanitarios. Consenso sobre Atención Farmacéutica. Madrid: Ministerio de Sanidad y Consumo; 2001.
6. Palomo Cobos L, Pastor Sánchez R, coordinadores. Terapias no farmacológicas en atención primaria. Cuadernos de la Fundación Dr. Antonio Esteve, nº 3. Barcelona: Prous Science; 2004. Archivado el 13 de septiembre de 2012 en Wayback Machine.
7. García de Bikuña Landa B. Especialidades Farmacéuticas Complejas. Bilbao: Borja García de Bikuña Landa; 2004.
8. Palomo L. Fundamentos de la golbalización y de sus efectos sobre la salud. En: Sánchez Bayle M, Colomo C, Repeto C. (editores). Globalización y salud. Madrid: Federación de Asociaciones para la Defensa de la Sanidad Pública; 2005. p.41-66.
9. Pastor Sánchez R. Becas de la REAP para la investigación en Atención Primaria. En: Fundación AstraZeneca. Memoria de actividades 2004. Madrid: Fundación AstraZeneca; 2005. p.85-7.
10. Gervás J, Pérez Fernández M, Palomo Cobos L, Pastor Sánchez R. Veinte años de reforma de la Atención Primaria en España. Valoración para un aprendizaje por acierto / error. Madrid: Ministerio de Sanidad y Consumo; 2005. (enlace roto disponible en Internet Archive; véase el historial, la primera versión y la última).
11. Palomo L, Ortún V, Benavides FG, Márquez Calderón S. (editores). Informe SESPAS 2006. Los desajustes en la salud en el mundo desarrollado. Barcelona: Doyma; 2006.

### Comunicaciones a congresos
1. Gérvas JJ. Collaboration between the pharmacist and other health workers. En: Lunde I, Dukes G, editors. The role and function of the community and hospital pharmacist in the health care systems of Europe: Report of a WHO working group and recommendations of a meeting convened by the World Health Organization´s Regional Office for Europe; 1988 November 19 - December 1; Madrid. Groningen: Styx; 1989. p.141-9.
2. Fité Novellas B. Projecte TOMCOR d'Investigació sobre Atenció Farmacéutica. IV Jornadas de la Societat Catalana de Farmàcia Clínica; 5 de mayo de 1998; Barcelona.
3. Álvarez de Toledo F. Estudio TOMCOR 1996-1999. Investigación sobre los resultados de la Atención Farmacéutica en Atención Primaria. I Congreso Nacional de Atención Farmacéutica; 29 de octubre de 1999; San Sebastián.
4. Abal F, Álvarez F, Álvarez G, Eyaralar T, Dago A, Arcos P. Aceptabilidad del proceso de atención farmacéutica en el estudio TOMCOR: Resultados en pacientes, farmacéuticos y médicos. VIII Congreso SESPAS; 18 de noviembre de 1999; Sevilla.
5. Gorostiza I, Álvarez F, Dago A, Arcos P, Eyaralar T. ¿Distingue el usuario la atención farmacéutica del servicio tradicional en las oficinas de farmacia?: Resultados de la medida de satisfacción con este servicio en el estudio TOMCOR. VIII Congreso SESPAS; 18 de noviembre de 1999; Sevilla.
6. Eyaralar Riera T. Atención farmacéutica: experiencia y futuro. V Congreso SEFAP; 18-20 de octubre de 2000; La Coruña.
7. Palomo Cobos L, Pastor Sánchez R. The REAP experience in the morbidity record [La experiencia de la REAP en el registro de la morbilidad atendida]. Euro-Med-Data Workshohop; 8-9 de diciembre de 2000; Bruselas, Bélgica. Bruxelles: Université Libre de Bruxelles; 2001. p.57-8.
8. Pastor Sánchez R, Palomo Cobos L. Automatic system of prescription and dispensing of medicines. A professional proposal [Sistema automatizado de prescripción y dispensación de medicamentos. Una propuesta profesional]. Euro-Med-Data Workshohop; 8-9 de diciembre de 2000; Bruselas, Bélgica. Bruxelles: Université Libre de Bruxelles; 2001. p.59.
9. Álvarez de Toledo F. Resultados del Proyecto TOMCOR. I Congreso Universitario de Atención Farmacéutica; 8-10 de marzo de 2001; Sevilla.
10. Capdevila Prim C. Entrevista farmacéutica al viajero internacional. II Congreso Nacional de Atención Farmacéutica; 15-17 de noviembre de 2001; Barcelona. Pharm Care Esp 2001; 3(Extr):12-3.
11. Palomo Cobos L. Los límites de la excelencia. Jornada de debate en torno a la excelencia en el desarrollo profesional FADSP; 5 de junio de 2001; Bilbao.
12. Palomo Cobos L, Gérvas Camacho J, García Olmos L, Pastor Sánchez R. Armonización de los sistemas de información de atención primaria. X Congreso de la Sociedad Española de Salud Pública y Administración Sanitaria (SESPAS); 27 de mayo de 2003; Santander.
13. Gérvas J (moderador). Integración de la Atención Farmacéutica en los distintos niveles asistenciales. III Congreso Nacional de Atención Farmacéutica; 18-20 de septiembre de 2003; Granada.
14. Palomo Cobos L. Virtud y virtuosismo de las nuevas tecnologías en atención primaria. Jornadas de debate OP / FADSP; 10 de octubre de 2003; Bilbao.
15. Palomo L. Formación e investigación en Atención Primaria. I Foro Médico Nacional de Atención Primaria. 22 de abril de 2005; Madrid.
16. Eyaralar Riera T (coordinadora), Álvarez de Toledo F (moderadora). La controversia en un servicio sanitario: la Atención Farmacéutica. XI Congreso de la Sociedad Española de la Salud Pública y Administración Sanitaria (SESPAS); 4 de noviembre de 2005; Las Palmas de Gran Canaria.
17. Del Arco Ortiz de Zárate J. La Gestión de la Calidad: útil para marcar objetivos colectivos. IV Congreso Nacional de Atención Farmacéutica. 3-5 de noviembre de 2005; Valencia. Pharm Care Esp. 2005; 7(Extr):28-9.
18. Palomo Cobos L. Presentación del Informe SESPAS 2006. Inforsalud 2006. IX Congreso Nacional Informática de la Salud. 30 de marzo de 2006; Madrid.
19. Palomo Cobos L. El "estado del arte" de la regulación del medicamento en España. XXVI Jornadas AES. 23-26 de mayo de 2006; Toledo.

### Carteles / Pósteres
1. Palomo Cobos L, et al. De la morbilidad percibida en la Encuesta Nacional de Salud a la morbilidad atendida en atención primaria. VIII Congreso SESPAS; 17-19 de noviembre de 1999; Sevilla.
2. Abal F, Álvarez G, Eyaralar T, Arcos P, Álvarez F. Dificultades para medir conocimiento de factores de riesgo y de medicamentos en los pacientes del estudio TOMCOR. VIII Congreso SESPAS; 17-19 de noviembre de 1999; Sevilla.
3. Álvarez de Toledo F, Alvarellos L, Aldasoro P, Del Arco J, Barbero JA, Llavona AM, Zardaín E. Alcalá 1995: Symposium sobre Atención Farmacéutica (V Congreso de Ciencias Farmacéuticas). Forum 10 años de Atención Farmacéutica; 17-19 de mayo de 2001; Granada. Granada: Facultad de Farmacia y Escuela de Salud Pública; 2001. p.13.
4. Dago A, Álvarez de Toledo F, Eyaralar MT. TOMCOR un estudio controlado sobre la efectividad de la Atención Farmacéutica. Forum 10 años de Atención Farmacéutica; 17-19 de mayo de 2001; Granada. Granada: Facultad de Farmacia y Escuela de Salud Pública; 2001. p.16.
5. Eyaralar Riera T, Pastor Sánchez R. Documento de Valencia. Por el uso racional de los antibióticos. Forum 10 años de Atención Farmacéutica; 17-19 de mayo de 2001; Granada. Granada: Facultad de Farmacia y Escuela de Salud Pública; 2001. p.26.
6. Barbero González A, Álvarez de Toledo F, Gil de Miguel A, García Cebrián F, Capdevila C, Rodríguez Barrios JM. VINTAF: Atención Farmacéutica para viajeros internacionales. Forum 10 años de Atención Farmacéutica; 17-19 de mayo de 2001; Granada. Granada: Facultad de Farmacia y Escuela de Salud Pública; 2001. p.46.

### Tesis doctorales
1. Palomo Cobos L. Morbilidad atendida y utilización de las consultas de Medicina General / de Familia por pacientes con enfermedades endocrinas, nutricionales y del metabolismo. [Tesis doctoral]. Cáceres: Universidad de Extremadura; 1999.
2. Machuca González M. Influencia de la intervención farmacéutica en el cumplimiento de los tratamientos con antibióticos. [Tesis doctoral]. Sevilla: Facultad de Farmacia de la Universidad de Sevilla; 2000.
3. Barbero González A. Consulta Farmacéutica en Farmacia Comunitaria. [Tesis doctoral]. Alcalá de Henares (Madrid): Facultad de Farmacia de la Universidad de Alcalá de Henares; 2001.
4. Espejo Guerrero J. Aplicación de la clasificación CIAP a la Atención Farmacéutica. [Tesis doctoral]. Granada: Facultad de Farmacia de la Universidad de Granada; 2002.
5. García de Bikuña Landa B. La problemática de las especialidades farmacéuticas complejas: una aproximación desde la farmacia comunitaria. [Tesis doctoral]. Pamplona: Facultad de Farmacia de la Universidad de Navarra; 2005.